# Ивча
И́вча (укр. Івча) — село на Украине, находится в Литинском районе Винницкой области.
Код КОАТУУ — 0522483201. Население по переписи 2001 года составляет 1136 человек. Почтовый индекс — 22332. Телефонный код — 4347.
Занимает площадь 4,155 км².
Село расположено по обе стороны реки Згарок. Три моста через реку позволяют беспрепятственно попадать в любую часть села. У моста на краю села, ведущего на Галицию, построена мельница. В настоящее время она не актуальна, т.к. появились новые технологии. В селе есть средняя школа, которую посещают ученики из сёл Трибухи, Осолинка и Каменка (Майдан Треповский).

## Адрес местного совета
22332, Винницкая область, Литинский р-н, с. Ивча, ул. Революционная, 5